# Filhos da Liberdade (Freedomites)
Os Filhos da Liberdade, também conhecidos como "Freedomites" ou "Svobodnikis" ("povo livre"), foram uma cisão dos "Doukhobors", que surgiu em 1902 em Saskatchewan (Canadá) e mais tarde nos Distritos de Kootenay e na fronteira da Colúmbia Britânica.
Os Doukhobors se recusavam a enviar seus filhos para escolas administradas pelo governo canadense. Esse fato gerou uma pressão das autoridades canadenses que elevou a tensão Doukhobors.

## Protestos
Nesses contexto, parte dos doukhobors preferiu reagir com mais vigor às exigências governamentais, organizando protestos nos quais eles queimavam publicamente seu próprio dinheiro e posses, e desfilavam nus em público. A justificativa doutrinária para a nudez se baseava na crença de que a pele humana, enquanto criação de Deus, era mais perfeita que a roupa, produto do trabalho imperfeito das mãos humanas. A nudez pública era interpretada como uma forma de protesto contra as tendências materialistas da sociedade.
Além disso, alguns integrantes desse grupo fizeram incêndios criminosos e ataques a bomba contra escolas, estruturas de transporte e comunicações.
O primeiro uso de explosivos ocorreu em 1923, e dois integrantes do grupo foram mortos por suas próprias bombas em 1958 e 1962
A maioria dos atentados eram praticados por pessoas nuas
Em resposta, entre 1953 e 1959, autoridades do governo da Província da Colúmbia Britânica e do Canadá retiraram cerca de 200 crianças de 7 a 15 anos de idade da guarda das famílias e as internaram em uma escola em New Denver. Posteriormente, foram relatados abusos contra essas crianças e, em 1999, houve um pedido formal de desculpas por parte do governo da Colúmbia Britânica  .